# Rye (Arkansas)
Rye es un lugar designado por el censo ubicado en el condado de Cleveland en el estado estadounidense de Arkansas. En el Censo de 2010 tenía una población de 146 habitantes y una densidad poblacional de 12,92 personas por km².

## Geografía
Rye se encuentra ubicado en las coordenadas 33°45′2″N 91°59′55″O / 33.75056, -91.99861. Según la Oficina del Censo de los Estados Unidos, Rye tiene una superficie total de 11.3 km², de la cual 11.3 km² corresponden a tierra firme y (0%) 0 km² es agua.

## Demografía
Según el censo de 2010, había 146 personas residiendo en Rye. La densidad de población era de 12,92 hab./km². De los 146 habitantes, Rye estaba compuesto por el 92.47% blancos, el 0% eran afroamericanos, el 0% eran amerindios, el 0% eran asiáticos, el 0% eran isleños del Pacífico, el 6.16% eran de otras razas y el 1.37% pertenecían a dos o más razas. Del total de la población el 6.85% eran hispanos o latinos de cualquier raza.